# 16 Psyche
För andra betydelser, se Psyche (olika betydelser).
16 Psyche är en stor asteroid. 16 Psyche var den 16:e asteroiden man upptäckte och den upptäcktes av den italienska astronomen Annibale de Gasparis den 17 mars, 1852 i Neapel. Denna asteroid var den femte han upptäckte. Asteroiden är uppkallad efter Psyche inom den grekiska mytologin. Psyche har ingen officiell symbol såsom de flesta av de första 15 asteroiderna har.

## Fysiska egenskaper
Spektrum- och radarobservationer visar på en blandning mellan järn och nickel i sammansättning. Olikt några andra asteroider av spektralklass M, visar Psyche inga tecken på vatten eller vattenbärande mineraler på dess yta. Man har funnit små mängder pyroxen på ytan. Det ser ut som att Psyche har en avlång form.
Man tror att 16 Psyche har varit kärnan i en protoplanet som inte blev en planet.

## Utforskning

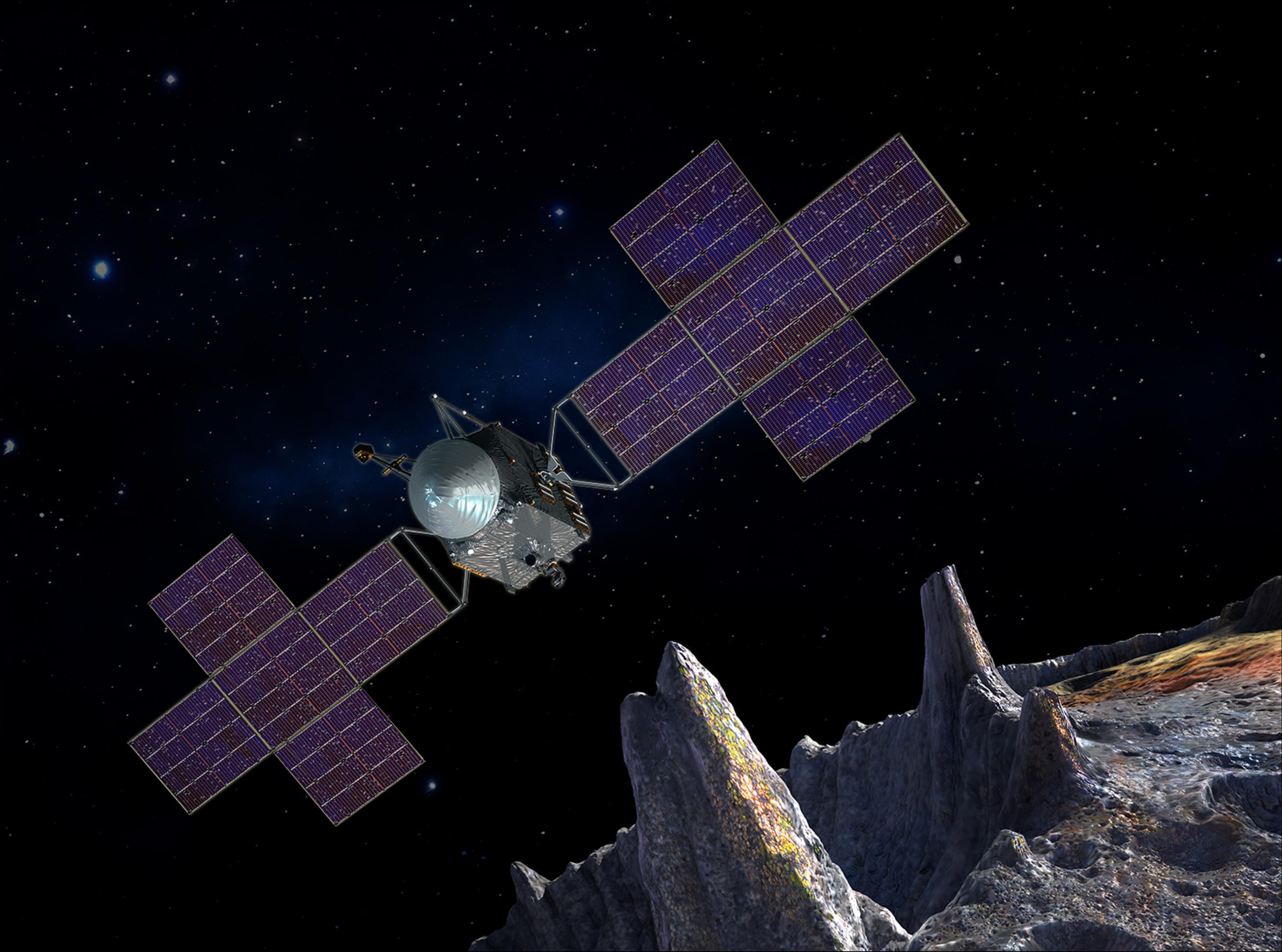
Målning av en tänkt rymdsond till Psyche

Ingen rymdfarkost har besökt Psyche. Men år 2014 fick NASA ett förslag om en expedition till Psyche. En grupp under ledning av Lindy Elkins-Tanton, chef för the School for Earth and Space Exploration vid Arizona State University, presenterade ett utkast för obemannad rymdfarkost som skulle placeras i omlopp runt Psyche. Gruppen argumenterade för att 16 Psyche skulle vara ett värdefullt objekt att studera eftersom den är den enda kända himlakroppen som utgörs av en metall-kärna från en protoplanet. 
Rymdsonden skulle kretsa kring Psyche under 20 månader och studera dess topografi, synliga detaljer på ytan, gravitation, magnetfält och andra egenskaper och skulle använda teknik som är känd nu och därmed undvika höga kostnader och behovet att utveckla ny teknik. Den 30 september 2015 var Psyche-expeditionen en av de fem semifinalisterna I NASA:s Discovery-program.
Expeditionen godkändes av NASA den 4 januari 2017 och uppskjutningen planerades ursprungligen till oktober 2023. Den skulle använda sig av jordens gravitation 2024, flyga förbi Mars 2025 komma fram till asteroiden 2030. I maj 2017 tidigarelades den planerade uppskjutningen till 2022. Med hjälp av Mars gravitation planerades den komma fram år 2026.
Den 28 februari 2020 tecknade NASA ett kontrakt med SpaceX för att, till ett pris på 117 miljoner dollar, skicka iväg rymdsonden till Psyche med en raket av typen Falcon Heavy i juli 2022. Projektet försenades dock, bland annat på grund av covid-19-pandemin, och uppskjutningen skedde till slut den 13 oktober 2023.